# Bei Dao
 (septembre 2016).
Si vous disposez d'ouvrages ou d'articles de référence ou si vous connaissez des sites web de qualité traitant du thème abordé ici, merci de compléter l'article en donnant les références utiles à sa vérifiabilité et en les liant à la section « Notes et références ».
Bei Dao, (chinois simplifié: 北岛; chinois traditionnel : 北島; pinyin: Běi Dǎo ; lit. "île du Nord") de son vrai nom Zhao Zhenkai est un écrivain chinois, à la fois poète et romancier. 

## Biographie
Bei Dao est né le 2 août 1949 à Pékin. Après ses études secondaires, il s'engage dans les gardes rouges. Déçu par cette expérience, il se révolte et apparaît à la fin des années soixante-dix comme le porte-parole de cette génération qui a été sacrifiée pendant la Révolution culturelle.
À cette époque, Bei Dao est ouvrier dans le bâtiment et ce n'est qu'en 1974 qu'il achève son roman Vagues (波动 Bodong). Celui-ci ne sera toutefois publié qu'en 1979 dans la revue Aujourd'hui (今天 „Jintian“) dont il est l'un des animateurs. Il publie la même année deux nouvelles Parmi les ruines et Le Retour du père. Dans les années 1980, Bei Dao écrit quatre autres nouvelles : Mélodie, La Lune sur le manuscrit, Croisement et 13 rue du bonheur. Pendant les Manifestations de la place Tian'anmen en 1989, son poème « Réponse » (Huídá《回答》) est un des emblèmes de la révolte. Alors à Berlin, Bei Dao n’a pas l’autorisation de rentrer en Chine (il ne l’obtient qu’en 2006.) Durant cet exil forcé, il voyage beaucoup et déménage souvent: « De 1989 à 1995, en six ans, j’ai changé sept fois de pays et déménagé quinze fois. » Ce fut d'abord Berlin-Ouest, puis Oslo, Stockholm, Aarhus (Danemark), Leyde (Pays-Bas), Paris et enfin les États-Unis (Michigan et Californie).
Des poèmes de Bei Dao ont été traduits en français dans les revues Europe, Action poétique, Po&sie, et dans Quatre poètes chinois (Ulysse fin de siècle, 1991). Au bord du ciel et Paysage au-dessus de zéro, publiés par les Éditions Circé, rassemblent des poèmes écrits entre 1989 et 1996. On retrouve dans ces deux recueils les préoccupations qui ont toujours été celles de Bei Dao : l’attention portée à la langue, le goût pour les formes courtes et pour le paradoxe.

## Hommages
Bei Dao reçoit de nombreux prix littéraires, dont le Prix Tucholsky du PEN/suédois et le  PEN/Barbara Goldsmith Freedom to Write Award (prix pour la Liberté d’écrire) en 1990. Il est aussi plusieurs fois proposé pour le Prix Nobel de littérature.

## Œuvres
- Vagues, Éditions Philippe Piquier (1993,  (ISBN 2-87730-160-5)), traduit du chinois par Chantal Chen-Andro
- 13, rue du Bonheur, Éditions Circé (1999,  (ISBN 2-84242-079-9))
- Au bord du ciel, Éditions Circé (1995,  (ISBN 978-2-908024-89-0))
- Paysage au-dessus de zéro, Éditions Circé (2004,  (ISBN 978-284242-181-6))